# Rafa Nadal Open 2022
Il Rafa Nadal Open 2022 è stato un torneo maschile tennis professionistico. È stata la 4ª edizione del torneo, facente parte della categoria Challenger 80 nell'ambito dell'ATP Challenger Tour 2022, con un montepremi di 45 730 €. Si è svolto dal 29 agosto al 4 settembre 2022 sui campi in cemento del Rafa Nadal Academy by Movistar di Manacor, in Spagna.

## Partecipanti

### Teste di serie
| Nazionalità | Giocatore        | Ranking* | Testa di serie |
| ----------- | ---------------- | -------- | -------------- |
| Svizzera    | Dominic Stricker | 127      | 1              |
| Regno Unito | Ryan Peniston    | 130      | 2              |
| Australia   | Aleksandar Vukic | 134      | 3              |
| Belgio      | Zizou Bergs      | 155      | 4              |
| Francia     | Grégoire Barrère | 167      | 5              |
| Giappone    | Kaichi Uchida    | 169      | 6              |
| Italia      | Luca Nardi       | 173      | 7              |
| Francia     | Gilles Simon     | 177      | 8              |
| Germania    | Daniel Masur     | 191      | 9              |

* Ranking al 22 agosto 2022.

### Altri partecipanti
I seguenti giocatori hanno ricevuto una wild card per il tabellone principale:
- Jerzy Janowicz
- Daniel Rincón
- Abedallah Shelbayh

Il seguente giocatore è entrato in tabellone con il ranking protetto:
- Sebastian Ofner

I seguenti giocatori sono entrati in tabellone come alternate:
- Nicolás Álvarez Varona
- Altuğ Çelikbilek
- Michail Kukuškin
- Hamad Međedović
- Leandro Riedi
- Kacper Żuk

I seguenti giocatori sono passati dalle qualificazioni:
- Adrián Menéndez Maceiras
- Daniel Vallejo
- Daniil Glinka
- Marek Gengel
- Albano Olivetti
- Alexandar Lazarov

## Campioni

### Singolare
Luca Nardi ha sconfitto in finale  Zizou Bergs con il punteggio di 7–6(2), 3–6, 7–5.

### Doppio
Yuki Bhambri /  Saketh Myneni hanno sconfitto in finale  Marek Gengel /  Lukáš Rosol con il punteggio di 6–2, 6–2.